# Cẩm Giang, Cẩm Thủy
Cẩm Giang là một xã thuộc huyện Cẩm Thủy, tỉnh Thanh Hóa, Việt Nam.

## Địa giới hành chính
Xã Cẩm Giang là xã nằm ở phía bắc của huyện Cẩm Thủy, chủ yếu thuộc tả ngạn sông Mã.
- Phía bắc giáp xã Cẩm Quý, huyện Cẩm Thủy.
- Phía đông giáp xã Cẩm Tú, huyện Cẩm Thủy.
- Phía nam giáp thị trấn Phong Sơn và xã Cẩm Bình, huyện Cẩm Thủy.
- Phía tây giáp các xã Cẩm Bình và Cẩm Lương, huyện Cẩm Thủy.

## Hành chính
Năm 1964, xã Cẩm Giang (cũ) được chia tách thành hai xã: Cẩm Giang (mới) và Cẩm Lương. Xã Cẩm Giang sau khi chia tách gồm có 7 xóm: Xun, Vân Chu, Khuyên, Đồn, Lai, Vọng và Mống..
Hiện nay xã Cẩm Giang gồm các thôn: Sun, Bến, Gầm, Khuên, Đồn, Phú Lai, Chiềng, Vọng, Mới, Móng.